# Klampenborg
Klampenborg er en nordlig bydel i Storkøbenhavn beliggende ved Øresund mellem Taarbæk og Skovshoved tæt op ad Dyrehavsbakken med den røde Klampenborgport. Bydelen ligger i Gentofte Kommune med 75.033 indbyggere  (2024). Ved Klampenborg ligger bl.a. Bellevue Strand, Bellevue Teatret, Klampenborg Galopbane og lejlighederne i Bellavista. Bydelen har egen station på Kystbanen med forbindelse til S-banen. Stationen åbnede i 1864. Der er ca. 13 kilometer til Københavns centrum.
Den første kuranstalt i Danmark, Klampenborg Vandkur-, Brønd- og Badeanstalt, lå i Klampenborg; den åbnede 15. juni 1845. I dag findes kun den gamle portnerbolig (Den Gule Cottage) og skovløberboligen (Den Røde Cottage), samt et par af de villaer gæsterne boede i.  Det populære Bellevue Strandhotel eksisterede her fra 1896 til 1973.
Den nordlige del af Klampenborg ligger i Taarbæk Sogn, mens resten bl.a. stationen ligger i Skovshoved Sogn.